# Isar (település)
Isar egy község Spanyolországban, Burgos tartományban. Isar Hornillos del Camino, Iglesias, Sasamón, Villanueva de Argaño, Pedrosa del Páramo, Manciles, Susinos del Páramo, Valle de Santibáñez, Pedrosa de Río Úrbel és Las Quintanillas községekkel határos. Lakosainak száma 284 fő (2024).

## Népesség
A település népessége az utóbbi években az alábbiak szerint változott:
| Lakosok száma | 410  | 385  | 359  | 381  | 384  | 354  | 318  | 294  | 291  | 284  |
|               | 2001 | 2004 | 2006 | 2009 | 2011 | 2014 | 2016 | 2019 | 2021 | 2024 |